# Память Маркина
«Память тов. Маркина» — российский и советский речной грузопассажирский теплоход проекта 465, один из долгожителей Волжского пароходства.

## История

Н. Г. Маркин (1893—1918)

Построен на Коломенском заводе в 1912 году по заказу пароходного общества «Кавказ и Меркурий». Сама серия теплоходов проекта 465 начала строиться в 1911 году — это была крупная серия первых в мире речных дизельных винтовых пассажирских судов. Всего было построено 11 единиц:

Суда предназначались для обслуживания ежедневной линии Нижний Новгород — Астрахань. В 1912—1917 гг. в строй вошло 11 теплоходов: «Бородино», «Двенадцатый год», «Фельдмаршал Кутузов», «Багратион», «Цесаревич Алексей», «Царьград», «Король Альберт», «Великий князь Николай Николаевич», «Вадим Аршаулов», а также «Иоанн Грозный» и «Царь Михаил», которые были построены по улучшенному проекту и несколько отличались от головного теплохода.— Никита Кузнецов. 100 великих кораблей.  c. 66
«Багратион» был четвёртым:

Четвертый пассажирский теплоход — Багратион, построенный на том же заводе, 27-го августа забуксирован из Коломны пароходом Пересвет для следования до Нижнего Новгорода.— «Волжское судоходство», 1912г., № 6, стр. 45.
До 1919 года носил имя «Багратион». С 1919 года — «Память тов. Маркина». Назван в честь революционера Николая Григорьевича Маркина, погибшего 1 октября 1918 года при проведении разведки на Каме в районе Пьяного Бора (Красный Бор) на канонерской лодке «Ваня».
В 1950-е годы прошел капитальную реконструкцию и смену надстройки. Принадлежал Волжскому объединённому речному пароходству, был приписан к Астраханскому порту.
Вплоть до 1991 года работал на пассажирских линиях Волжского бассейна, в том числе на транспортной линии «Горький — Астрахань». В 1991 году все пароходы и теплоходы дореволюционной постройки были списаны.
Теплоход был продан частному лицу на Украину. В 1992—1994 году находился в Крыму, в Феодосии, где использовался в качестве плавучего ресторана. В 1994 году отбуксирован в Судак и поставлен на вечный прикол в 7 км от города 44°49′31″ с. ш. 35°02′16″ в. д..

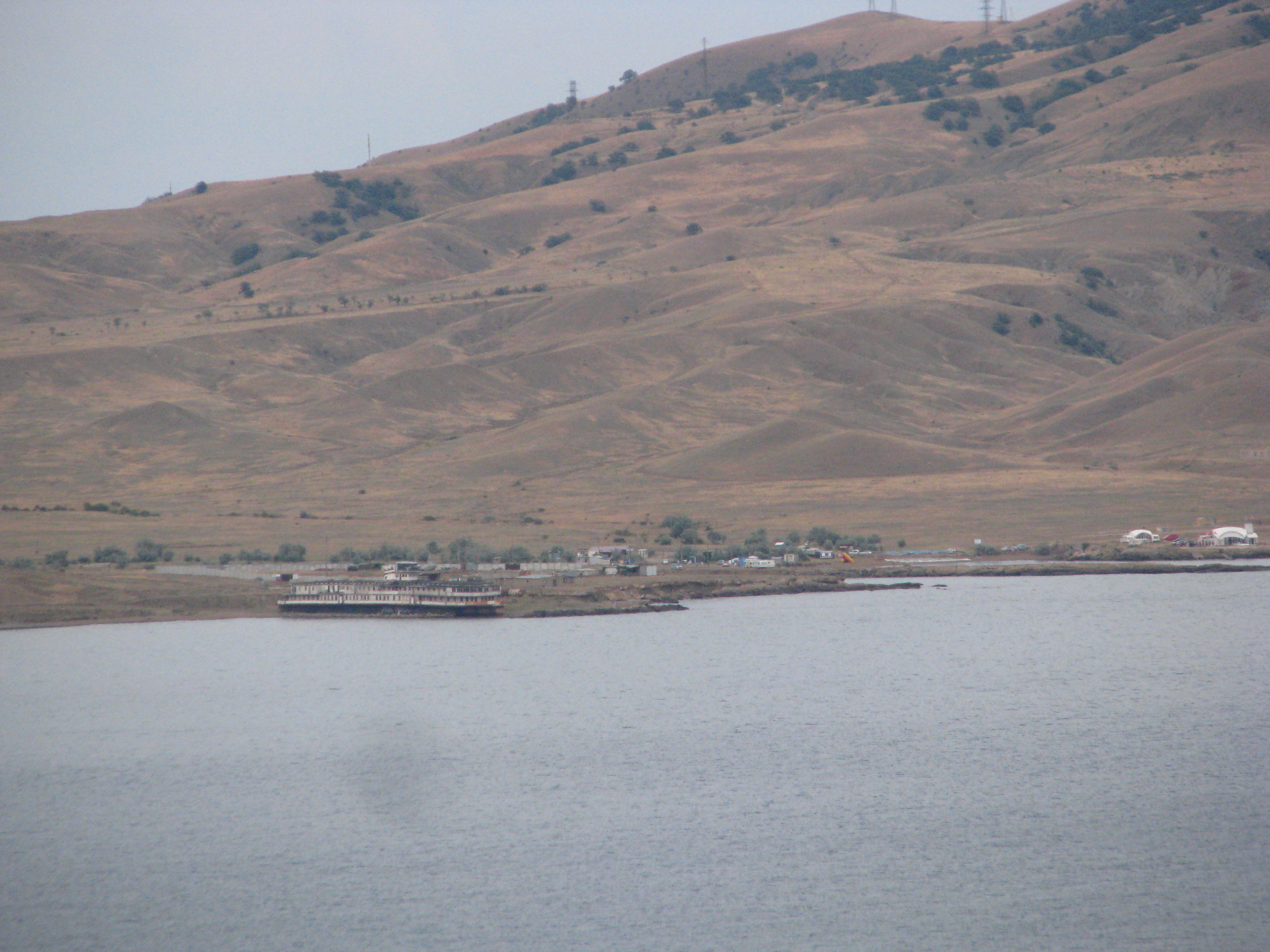
Пароход «Память Маркина» на берегу Капсельской бухты, фото А. Трифонова, 2019

Частично осажен на берег, защищен от волн молом. Пребывает в руинированном состоянии.

## Технические характеристики
Двухвинтовой грузопассажирский теплоход со стальным корпусом и двухъярусной надстройкой:
- длина — 90,5 м
- ширина — 12,0 м
- осадка — 1,7 м
- пассажировместимость — 339 чел.
- грузоподъёмность — 300 тонн
- мощность — 1320 л. с.
- скорость — 21 км/ч